# Johann Schilter
Pour l’article homonyme, voir Schilter.
Johann Schilter (29 août 1632 - 14 mai 1705) est un jurisconsulte et un historien allemand.
Né le 29 août 1632 à Pegau en Saxe, il enseigne tour à tour à Iéna, à Francfort-sur-le-Main et à l'université de Strasbourg.

## Ouvrages
- Institutiones juris canonici, 1681;
- de Libertate Ecclesiarum Germanium, 1683;
- Jurisprudentia, légitima elementa, 1698;
- Ad jus feudale Germanicumque Longobardicum introductio, 1693;
- Codex juris feudalis Allemaniæ, 1697;
- Rithmus Teutonicus, 1696,
- (la) Ad Jo. Adami Struvii Syntagma iuris feudalis notae, Strasbourg, Theodor Lerse, 1704 (lire en ligne)
- Thesaurus antiquitatum teutonicarum, 1727.

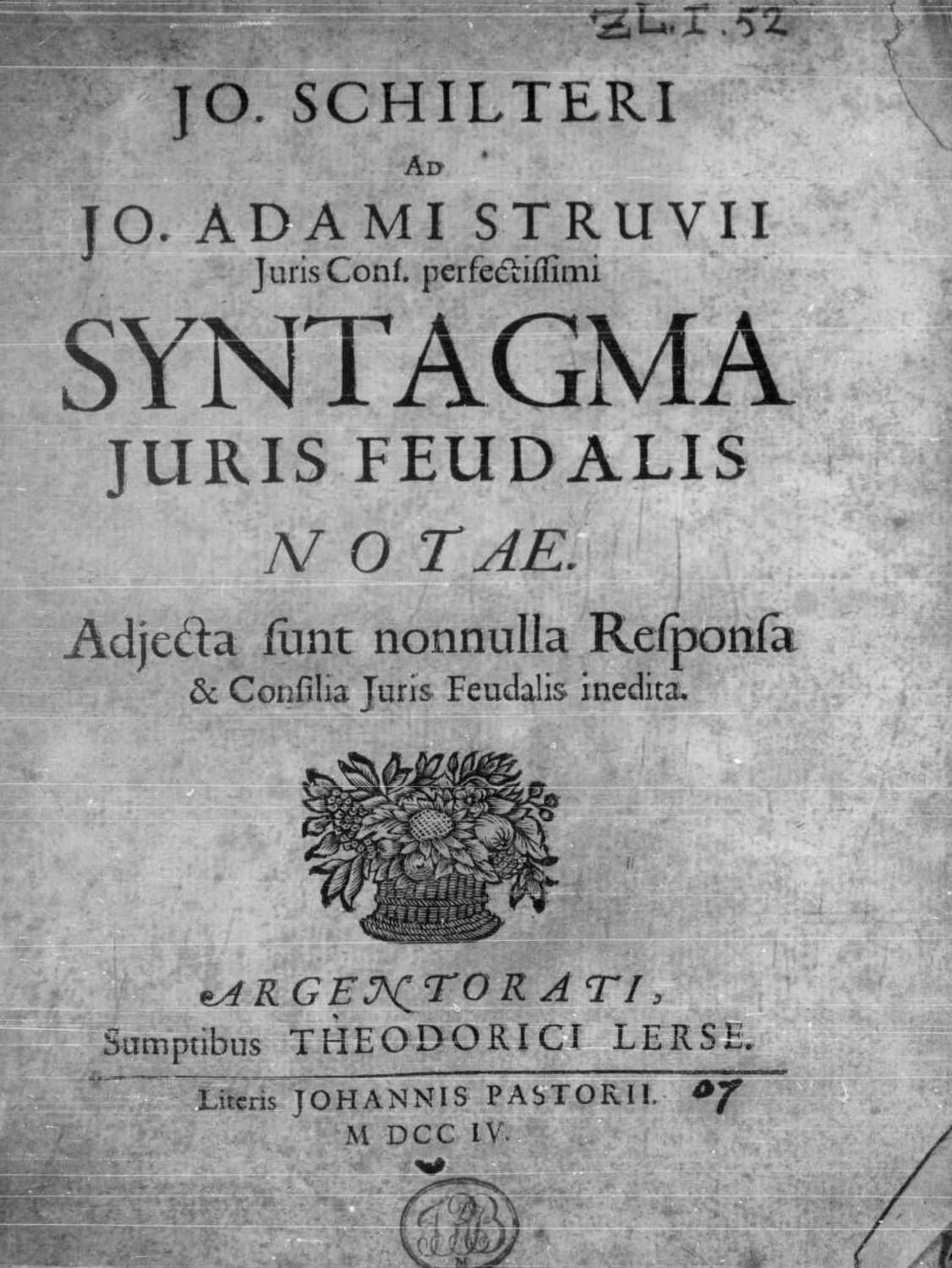
Ad Jo. Adami Struvii Syntagma iuris feudalis notae, 1704